# Зеверинг, Карл
Карл Вильгельм Зе́веринг (Северинг; нем. Carl Wilhelm Severing; 1 июня 1875, Херфорд — 23 июля 1952, Билефельд) — германский политический деятель, социал-демократ, министр внутренних дел Германии и Пруссии.

## Биография
Родился в рабочей семье.
Журналист. В 1907—1911 и с 1920 года депутат рейхстага, в 1919—1920 годах депутат Национального собрания. В годы Первой мировой войны стоял на шовинистических позициях.
В 1920—1926 и 1930—1932 годах возглавлял прусское, в 1928—1930 годах имперское министерство внутренних дел, вёл борьбу против коммунистов и нацистов.
После кровопролитных столкновений коммунистов с полицией 1 мая 1929 в Берлине министр внутренних дел Пруссии Гржезинский, поддержанный Отто Брауном, выступил за запрет КПГ и её дочерних организаций. Зеверинг расценил это как неразумный шаг, но поддержал принятое прусским правительством решение о запрете «Союза красных фронтовиков» и добился от остальных земельных правительств принятия аналогичных мер.
17 марта 1932 года отдал приказ провести обыски во всех отделениях НСДАП и СА, в ходе которых выяснилось, что 13 марта, в день первого тура президентских выборов 1932, по приказу нацистского руководства в Мюнхене части СА были приведены в состояние боевой готовности, и штурмовики были готовы к насильственным действиям. Зеверинг выступил за запрет СА и 5 апреля (накануне второго тура президентских выборов, состоявшегося 10 апреля) предоставил прессе подробную информацию о результатах обысков. 13 апреля правительство единогласно приняло «Чрезвычайное постановление о сохранении авторитета государства», запретившее СА и СС.
На выборах 24 апреля 1932 в ландтаг Пруссии СДПГ потерпела поражение, относительное большинство мест получили нацисты. До июля шли переговоры о формировании правительственной коалиции, прежнее социал-демократическое правительство Отто Брауна продолжало исполнять обязанности. 17 июля в Гамбурге произошли столкновения коммунистов и нацистов, повлекшие человеческие жертвы. Этим воспользовались Рейхспрезидент Пауль фон Гинденбург вместе Рейхсканцлером Францем фон Папеном. Они организовали государственный переворот в Пруссии 20 июля 1932 года, в результате которого законное правительство Отто Брауна было смещено на прямое президентское правление во главе с Рейхскомиссаром, которым стал Франц фон Папен. В результате переворота Карл Зеверинг был отстранен от своей должности министра внутренних дел Пруссии.
В годы нацистского режима был пенсионером. Его книгу 1919/20 im Wetter- und Watterwinkel нацисты включили в список книг, предназначенных к изъятию из магазинов и библиотек и последующему сожжению.
После Второй мировой войны был членом ландтага западногерманской земли Северный Рейн-Вестфалия от СДПГ.

## Сочинения
- 1919/20 im Wetter- und Watterwinkel. Berlin 1927.
- Mein Lebensweg. Greven, Köln 1950 (2 Bände).